# Michael Sloan
 (13 août 2025).
Le texte peut changer fréquemment, n’est peut-être pas à jour et peut manquer de recul. N’hésitez pas à participer, en veillant à citer vos sources.
Pour les articles homonymes, voir Sloan.
Michael Sloan (né le 14 octobre 1946 à New York où il meurt le 13 août 2025) est un scénariste et producteur américano-canadien de télévision.

## Biographie
Michael Sloan a participé en tant que scénariste et producteur à plusieurs séries majeures des années 1970, comme Columbo, Un shérif à New York, Quincy et Galactica.
En 1984, il crée pour la NBC L'homme au katana avec Lee Van Cleef, puis remporte un grand succès l'année suivante avec Equalizer, qui durera quatre saisons.
Il est également à l'origine de la résurrection de plusieurs séries cultes, parfois pour des téléfilms (L'Homme qui valait trois milliards, Des agents très spéciaux, Un shérif à New York), parfois pour des séries régulières (Alfred Hitchcock présente de 1985 à 1989, Kung Fu, la légende continue de 1993 à 1997).
Le 17 mars 1990, il épouse la comédienne Melissa Sue Anderson (Mary Ingalls dans La Petite Maison dans la prairie). Ils auront deux enfants, Piper et Griffin, et quitteront la Californie pour s'installer près de Montréal, où ils vivent toujours.
Michael Sloan a également écrit et produit de nombreux films pour la télévision. Il a en particulier créé le personnage de Samantha Kinsey, héroïne de 11 téléfilms de deux heures de 2003 à 2007 : Roman noir (Mystery Woman), avec Kellie Martin. 
En 2013,  il préside le jury « Films de Télévision » au 53e Festival de Télévision de Monte-Carlo
En 2014, il participe à la production d'Equalizer (The Equalizer) tiré de sa série Equalizer, avec Denzel Washington, et écrit aussi un roman sur ce thème.
Michael Sloan meurt à l'âge de 78 ans à New York le 13 août 2025.